# Kiến trúc thời kì đồ đá
| Lịch sử kiến trúc phương Tây |
| Kiến trúc thời kì đồ đá      |
| Kiến trúc Ai Cập cổ đại      |
| Kiến trúc Lưỡng Hà           |
| Kiến trúc cổ điển            |
| Kiến trúc Hy Lạp cổ đại      |
| Kiến trúc La Mã cổ đại       |
| Kiến trúc thời Trung Cổ      |
| Kiến trúc Byzantine          |
| Kiến trúc Romanesque         |
| Kiến trúc Gothic             |
| Kiến trúc Phục Hưng          |
| Kiến trúc Baroque            |
| Kiến trúc Rococo             |
| Kiến trúc Tân cổ điển        |
| Kiến trúc hiện đại           |
| Kiến trúc hậu hiện đại       |
|                              |
| Các mục từ                   |

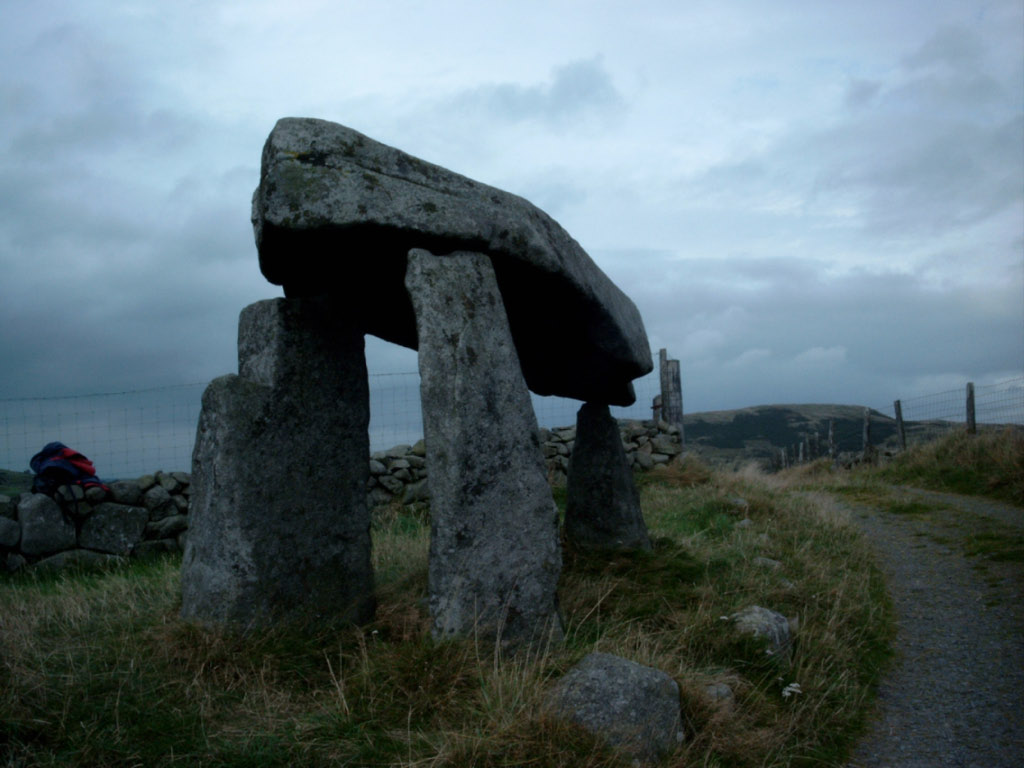
Mộ đá (dolmen) ở Ireland

Ở Tây Nam Á, thời kì đồ đá trong lịch sử kiến trúc bắt đầu từ khoảng 10000 năm trước Công nguyên ở vùng Cận Đông (levant), từ thời kì Tiền đồ sứ Đồ đá mới A và Tiền đồ sứ Đồ đá mới B (Pre-Pottery Neolithic A/Pre-Pottery Neolithic B) và mở rộng ra hướng đông và hướng tây. Thời kì văn minh Đồ đá mới ở Đông nam Anatolia, Syria và Iraq vào khoảng 8000 năm trước Công nguyên. Hình thái xã hội hái lượm bắt đầu từ 7000 năm trước Công nguyên ở Đông Nam châu Âu, và ở Trung Âu vào khoảng 5500 năm trước Công nguyên. Ở châu Mỹ và châu Đại dương, người thổ dân bản địa vẫn còn ở thời kì đồ đá cho đến khi người châu Âu khám phá ra họ.
Các cư dân thời Đồ đá ở Cận Đông, Anatolia, Syria, phía nam bình nguyên Lưỡng Hà và Trung Á là những nhà xây dựng vĩ đại. Họ đã biết sử dụng gạch-bùn để xây nhà ở và các ngôi làng. Ở Çatalhöyük, người ta đã biết trang trí nhà cửa với những tranh vẽ tạo hình người và thú vật. Ở Trung Âu, các căn nhà dài bằng phên liếp đã được xây dựng. Các khu mộ tỉ mỉ cũng được cũng xây dựng. Đặc biệt, ngày nay vẫn còn hàng ngàn ngôi mộ như vậy ở Ireland. Người thời Đồ đá mới ở quần đảo Anh cũng xây dựng những nấm mồ và phòng mộ cho mình và các trại tường đất đắp (causewayed camps), các vòng tròn đá (henges flint mines) và các đài đá lớn hình tròn (cursus monuments).